# Marta Baldó
Marta Baldó Marín, född den 9 april 1979 i Villajoyosa i Spanien, är en spansk gymnast.
Hon tog OS-guld i rytmisk gymnastik för trupper i samband med de olympiska gymnastiktävlingarna 1996 i Atlanta.